# San Gorgonio Mountain
San Gorgonio Mountain, również Mount San Gorgonio, Old Greyback – najwyższy szczyt pasma górskiego San Bernardino oraz najwyższy szczyt Transverse Ranges i zarazem najwyższy szczyt Południowej Kalifornii. Góra leży 43 km na wschód od miasta San Bernardino i 19 km na północny zachód od San Gorgonio Pass, w obrębie  obszaru chronionego San Gorgonio Wilderness będącego częścią parku San Bernardino National Forest.